# Öja socken, Småland
Öja socken i Småland ingick i Kinnevalds härad i Värend, ingår sedan 1971 i Växjö kommun och motsvarar från 2016 Öja distrikt i Kronobergs län.
Socknens areal är 47,84 kvadratkilometer, varav land 41,42. År 2000 fanns här 1 700 invånare. En del av tätorten Gemla samt kyrkbyn Öja med sockenkyrkan Öja kyrka ligger i socknen. 

## Administrativ historik
Öja socken har medeltida ursprung. 
Vid kommunreformen 1862 övergick socknens ansvar för de kyrkliga frågorna till Öja församling och för de borgerliga frågorna till Öja landskommun.  Denna senare inkorporerades 1952 i Bergunda landskommun som sedan 1971 uppgick i Växjö kommun. Församlingen uppgick 2014 i Gemla församling.
1 januari 2016 inrättades distriktet Öja, med samma omfattning som församlingen hade 1999/2000.  
Socknen har tillhört samma fögderier och domsagor som Kinnevalds härad. De indelta soldaterna tillhörde Smålands husarregemente, Växjö kompani och Kronobergs regemente, Skatlövs kompani.

## Geografi
Öja socken ligger öster om sjön Salen vid Helige ås övre lopp väster om Växjö. Socknen består av flack öppen odlingbygd.
En sätesgård var Gransholms bruk.

## Fornminnen
14 hällkistor, ett flertal gravrösen från bronsåldern och tre järnåldersgravfält finns här samt en rutinkulle vid Os.

## Namnet
Namnet (1368 Öyom), taget från kyrkbyn, är en pluralform av ö, upphöjning i sankmark.

### Fotnoter
1. 1 2 3  Svensk Uppslagsbok Öja socken
2. 1 2  Harlén, Hans; Harlén Eivy (2003). Sverige från A till Ö: geografisk-historisk uppslagsbok. Stockholm: Kommentus. Libris 9337075. ISBN 91-7345-139-8
3. ↑  ”Församlingar”. Statistiska centralbyrån. https://www.scb.se/hitta-statistik/regional-statistik-och-kartor/regionala-indelningar/forsamlingar/. Läst 30 december 2022.
4. ↑  Administrativ historik för Öja socken (Klicka på församlingsposten). Källa: Nationella arkivdatabasen, Riksarkivet.
5. 1 2  Sjögren, Otto (1931). Sverige geografisk beskrivning del 2 Östergötlands, Jönköpings, Kronobergs, Kalmar och Gotlands län. Stockholm: Wahlström & Widstrand. Libris 9939
6. 1 2 3  Nationalencyklopedin
7. ↑  Gransholm, i Carl Martin Rosenberg: Geografiskt-statistiskt handlexikon öfver Sverige, Stockholm 1882-1883
8. ↑  Gransholm i Historiskt-geografiskt och statistiskt lexikon öfver Sverige i 7 band, Stockholm 1856-1870
9. ↑  Fornlämningar, Statens historiska museum: Öja socken, Småland
10. ↑  Fornminnesregistret, Riksantikvarieämbetet: Öja socken, Småland Fornminnen i socknen erhålls på kartan genom att skriva in sockennamn (utan "socken") i "Ange geografiskt område"